# فينتشنزو نارديلو
فينتشنزو نارديلو (بالإيطالية: Vincenzo Nardiello)‏ مواليد 11 يونيو 1966 في شتوتغارت، بادن-فورتمبيرغ، ألمانيا، هو ملاكم إيطالي سابق صنّف ضمن فئة وزن فوق المتوسط. سبق أن شارك في دورة الألعاب الأولمبية الصيفية.

## إحصائيات
خاض خلال مسيرته 41 نزالا، فاز في 34 وخسر في 7. فاز بالضربة القاضية في 19 نزالا.

## روابط خارجية
- فينتشنزو نارديلو على موقع بوكس ريك (الإنجليزية) (registration required)
- فينتشنزو نارديلو على موقع أوليمبيديا (الإنجليزية)